# LCAC
LCAC eller Landing Craft Air Cushioned, er et militært luftpudefartøj der bruges til landsætning af tropper. Fordelen ved et luftpudefartøj frem for et konventionelt landsætningsfartøj er at det kan landsætte tropper på stenede og ujævne strande, sumpområder og strande med løst sand, og dermed kan operere på over 70% af verdens strande, hvor konventionelle fartøjer kun kan anvendes på 15%. 
De er normalt udrustede med maskingeværer, men kan også understøtte granatkastere og tunge våben. 
Disse fartøjer er almindeligt brugt i den amerikanske flåde, der først modtog dem i 1984, den britiske flåde, og nogle andre moderne styrker så som den russiske flåde.
- Wikimedia Commons har flere filer relateret til LCAC